# ديوغو دالوت
خوسيه ديوغو دالوت تكسيرا (بالبرتغالية: José Diogo Dalot Teixeira‏) هو لاعب كرة قدم برتغالي في صفوف نادي مانشستر يونايتد الإنجليزي المنافس ضمن مصاف أندية الدوري الإنجليزي الممتاز، من مواليد 18 مارس 1999. يلعب في مركز الظهير الأيمن بشكل أساسي، مع لعبه أحيانا كظهير أيسر.
بدأ دالوت مسيرته الكروية مع أشبال فريق بورتو البرتغالي منذ عام 2008، حيث استمر هناك لعشر سنوات بين فرق الفئات السنية والفريق الأول حتى ضمه مواطنه جوزيه مورينيو لصفوف الفريق الذي يدربه مانشستر يونايتد صيف 2018 بصفقة قدرت قيمتها بأكثر من 22 مليون يورو.

## وصلات خارجية
- ديوغو دالوت على موقع الاتحاد الدولي (مؤرشف)  (الإنجليزية)
- ديوغو دالوت على موقع الاتحاد الأوربي (الإنجليزية)
- ديوغو دالوت على موقع إي إس بي إن إف سي (الإنجليزية)
- ديوغو دالوت على موقع قاعدة بيانات كرة القدم.إي يو (الإنجليزية)
- ديوغو دالوت على موقع ليكيب (الفرنسية)
- ديوغو دالوت على موقع ناشيونال فوتبول تيمز (الإنجليزية)
- ديوغو دالوت على موقع Soccerbase.com (لاعب) (الإنجليزية)
- ديوغو دالوت على موقع Soccerway.com (الإنجليزية)
- ديوغو دالوت على موقع عالم كرة القدم.نت (الإنجليزية)